# Dos rombos
Dos rombos va ser un programa de televisió produït per El Terrat per a la primera cadena de TVE. La seva presentadora era Lorena Berdún i els primers convidats foren Imanol Arias i Victoria Abril. Va estar en antena des de l'estiu de 2004 i fins a l'estiu de 2005.

## Contingut
Es dedicava a la divulgació sexual.
Va ser el segon programa d'aquesta temàtica en TVE des del ja llunyà Hablemos de sexo, dirigit per Narciso Ibáñez Serrador i presentat per Elena Ochoa.

## Títol del programa
Quan TVE era l'única emissora de televisió a Espanya, els dos rombes eren el símbol que indicaven que el contingut que s'anava a mostrar no era adequat per a menors de 18 anys.